# Mortaso
Mortaso (Murtas nel dialetto locale) è una frazione del comune di Spiazzo.

## Geografia fisica
Mortaso si trova in Val Rendena ed è l'ultimo paese del comune di Spiazzo andando verso Madonna di Campiglio.

## Origine del nome

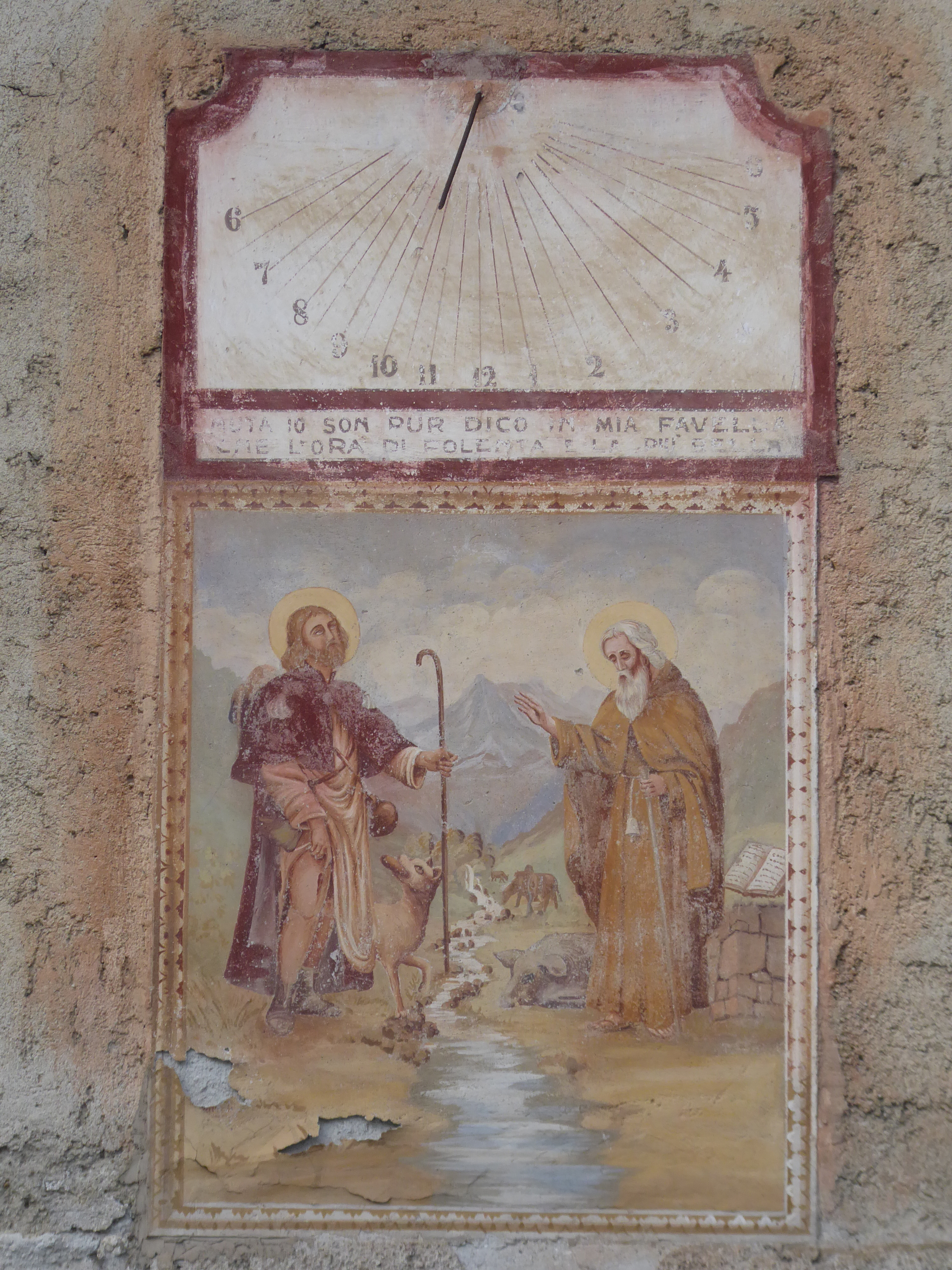
Meridiana e affresco raffigurante i santi Rocco e Antonio abate su una casa

Secondo un'etimologia popolare, il nome deriverebbe dalla morte di San Vigilio avvenuta, secondo la tradizione, in questa frazione. Si vocifera che alla morte del santo i cittadini del luogo dicevano ai viaggiatori in sosta al paese di far silenzio in segno di rispetto. In dialetto "tas cha le mort" significa "silenzio che è morto/per il morto", da qui le parole "mort" ("morte") e "tas" ("silenzio") e quindi Mortaso. 
Nepomuceno Bolognini in Le leggende del Trentino narra la vicenda secondo la quale il toponimo del villaggio deriva dalla pietosa esclamazione di una vecchia pagana "El moeur, tas" ("Egli muore, taci"), riferendosi sempre al vescovo di Trento.

## Storia
Mortaso fu comune autonomo fino al 1928, anno in cui per decreto si unì ai comuni di Borzago e Fisto per creare il nuovo comune Spiazzo.
Nel 1929 un pauroso incendio distrusse il paese di Mortaso.